# Gnophos mendicaria
Gnophos mendicaria là một loài bướm đêm trong họ Geometridae.